# Biligiri-Rangan
Les muntanyes Biligiri-Rangan són una serralada de l'Índia del sud al sud-est de Karnataka, que va de nord a sud durant més de 15 km i entra després a Tamil Nadu. El pic de Biligiri-Rangan és el més alt del grup i té al cim un temple que porta el mateix nom (1578 metres d'altura). La regió està habitada pels sholiges natius.